# Заозеро (Архангельская область)
Заозеро — деревня в Холмогорском районе Архангельской области.

## География
Находится в центральной части Архангельской области на расстоянии приблизительно 78 км на юг-юго-восток по прямой от районного центра села Холмогоры на правобережье реки Пиньгиша.

## История
В 1859 году здесь (тогда деревня Холмогорского уезда Архангельской губернии) было учтено 3 двора, в 1905 — 3. До 2022 года входила в Хаврогорское сельское поселение  до его упразднения. Деревня входит в куст деревень с общим названием Чёлмохта.

## Население
Численность населения: 16 человек (1859 год), 16 (1905), 9 (русские 100 %) в 2002 году, 0 в 2010.